# 浙江省教育会
浙江省教育会，是中华民国大陆时期的一个浙江学术团体，是“以研究教育事项，力图教育发达”为宗旨，致力于推进浙江全省教育事业发展的群众性学术团体。

## 历史
民国元年（1912年），浙江省教育会成立，会址先后在大方伯藏书楼和吉祥巷2号。1912年1月成立的浙江省教育会，实际上是成立于清末的浙江省教育总会改名而成，成立大会在浙江公立法政学校召开，推举章太炎为会长，沈钧儒为副会长。同年4月，沈钧儒辞去副会长之职，经亨颐被增选为副会长。当时，章太炎因忙于政事，教育会的工作难以兼顾，故具体工作大多由经亨颐主持。1913年，经亨颐被推举为会长。从此至1920年，经亨颐任会长共5届，前后长达8年。
1919年，刘焜为副会长，任过副会长的还有孙增大。会员发展到一千二百余人，其成员主要由教育界人士（包括县教育会会长、各级各类学校校长、教员和部分毕业生）及社会各界人士组成。北京大学校长蔡元培、省议会议长沈定一、中国银行浙江分行行长蔡元康等也参加该会。
1916年12月，经亨颐发起募捐建立省教育会新址于平海桥西境，并筹募基金20万元。1917年2月25日，新会所建筑工程开工。1918年，迁入平海街。1920年初，经亨颐离开杭州，同时辞去省教育会会长之职。《教育潮》也从第7期起更换主编。不久，浙江省教育会活动中止。

## 组织
浙江省教育其主要工作为：
- 组织学术讲演会，经常邀请名人来杭讲演，先后请过梁启超、康有为、蔡元培等人。1917年举办为期20天的“丁巳暑假讲演会”，由蔡郭辛、经亨颐、阮性存等分别讲演“小学教育经验”、“社会心理”、“最近教育思潮”、“日本教育状况”、“美国教育状况”、“法律与教育”等专题。
- 1913年2年4月创刊《教育周报》，共出版235期。1919年4月改为《教育潮》（月刊），共出版10期[6]。
- 联络学界和出国考察教育。发起成立全浙教育会联合会，召开多次会议，切磋全省教育事宜；出席全国教育会联合会，积极陈述意见，共商教育改革方案。第三次全国教育会联合会在浙江省教育会举行。1918年1月，组织寒假旅日教育观察团，由经亨颐任团长，赴日本考察普通教育、实业教育和社会教育[7]。
- 倡议组织教育公益事业，设立公众运动场，创办浙江省教育会附设日文讲习班，举行省会中等学校联合会操等。[8]